# Google Play Giochi
Google Play Giochi è un servizio di giochi online e un kit sviluppo software gestito da Google Inc. per il sistema operativo Android. È dotato di funzionalità di gioco multiplayer in tempo reale, salvataggio nel cloud, classifiche sociali e risultati. Il servizio Google Play Giochi consente agli sviluppatori di incorporare le funzionalità di cui sopra nei loro giochi senza dover sviluppare queste funzionalità da zero.
Dopo il lancio, Google Play Giochi ha ricevuto degli aggiornamenti nel corso degli anni, tra cui una funzione di registrazione dello schermo e ID giocatori personalizzabili.

## Storia
L'origine di Google Play Giochi può essere fatta risalire agli albori dello sviluppo di Android come sistema operativo mobile. Dopo l'acquisizione di Android Inc. da parte di Google nel 2005, l'azienda si è impegnata a creare un ecosistema aperto e dinamico per gli sviluppatori, offrendo loro la possibilità di creare applicazioni innovative per una vasta gamma di dispositivi. Questo impegno ha portato al lancio ufficiale di Android Market nel 2008, che successivamente ha evoluto nel Google Play Store. Tuttavia, è stato solo nel 2013 che Google Play Giochi ha fatto il suo debutto come parte integrante di Google Play Store, offrendo agli utenti la possibilità di sincronizzare i propri progressi di gioco, guadagnare obiettivi e partecipare a sfide multiplayer attraverso una piattaforma unificata.
Il lancio di Google Play Giochi è avvenuto in un periodo cruciale per l'industria dei giochi mobili, quando i dispositivi Android stavano rapidamente guadagnando terreno sul mercato globale dei dispositivi mobili. L'ampia disponibilità di giochi su Google Play Giochi ha contribuito a democratizzare l'accesso ai giochi mobili, consentendo agli sviluppatori di raggiungere un vasto pubblico di giocatori di tutto il mondo. Le caratteristiche chiave di Google Play Giochi hanno continuato a evolversi nel corso degli anni, includendo la possibilità di sbloccare obiettivi, competere con gli amici attraverso classifiche online, partecipare a eventi speciali e sfruttare le funzionalità multiplayer per giocare con giocatori provenienti da tutto il mondo.
Nel corso degli anni, Google Play Giochi ha costantemente ampliato il proprio catalogo di giochi disponibili, aggiungendo nuove categorie e generi per soddisfare le mutevoli esigenze dei giocatori. L'aggiunta di categorie come i giochi d'azione, i giochi di ruolo e i giochi d'avventura ha contribuito a diversificare ulteriormente l'offerta ludica della piattaforma, garantendo un'ampia gamma di esperienze di gioco per tutti i gusti e le preferenze.

### Pc Beta
Il 9 dicembre 2021, durante la cerimonia dei The Game Awards, Google ha pubblicamente annunciato l'imminente lancio della versione beta di Google Play Giochi per PC e laptop con sistema operativo Windows. Tale iniziativa avrebbe reso disponibili i giochi Android su piattaforme diverse da smartphone e tablet. I requisiti minimi richiesti per accedere alla versione beta di Google Play Giochi comprendono un PC con sistema operativo Windows 10 o successivo, provvisto di scheda grafica integrata e processore quad-core, previamente richiesto in configurazione octa-core.
Il 19 gennaio 2022, Google Play Giochi ha avviato ufficialmente la fase beta del prodotto, fornendo una selezione di giochi ad utenti previamente registrati in Corea, Hong Kong e Taiwan. Il roll out della beta è proseguito il 25 agosto 2022, rendendo la versione beta di Google Play Giochi disponibile per il download a livello internazionale in Corea, Hong Kong, Taiwan, Thailandia e Australia, con un catalogo ampliato di giochi supportati. Il 2 novembre 2022, si è assistito all'estensione globale della fase beta di Google Play Giochi, che ha incluso il lancio del prodotto per tutti gli utenti negli Stati Uniti, Canada, Messico, Brasile, Indonesia, Filippine, Malesia e Singapore. Sei mesi dopo, il 19 aprile 2023, Google Play Giochi è stato reso disponibile per tutti gli utenti in Giappone. Il roll out graduale di Google Play Giochi ha interessato la maggior parte dei paesi nel corso del 2023.